# Ulf Samuelsson
Ulf Samuelsson, född 26 mars 1964 i Fagersta i Västanfors församling, Västmanlands län, är en svensk-amerikansk före detta professionell ishockeyspelare, med 18 säsonger i NHL. Han spelade sina första hockeyår i Fagersta AIK. Efter sin spelarkarriär var han assisterande tränare bland annat för New York Rangers och Carolina i NHL. Han har varit assisterande tränare i Chicago Blackhawks säsongen 2017/2018. Den 3 februari 2020 blev det klart att han tar över Leksands IF som huvudtränare, kontraktet gällde för säsongen 2019/2020.
Samuelsson är en av de svenskar som har vunnit Stanley Cup. På grund av sin speciella spelstil med hårda kroppstacklingar och fula tricks räknas Samuelsson som en av de mest hårdföra spelarna i NHL:s historia. Han gick bland annat under smeknamnen "Robocop" och "Tuffe Uffe".

## Biografi

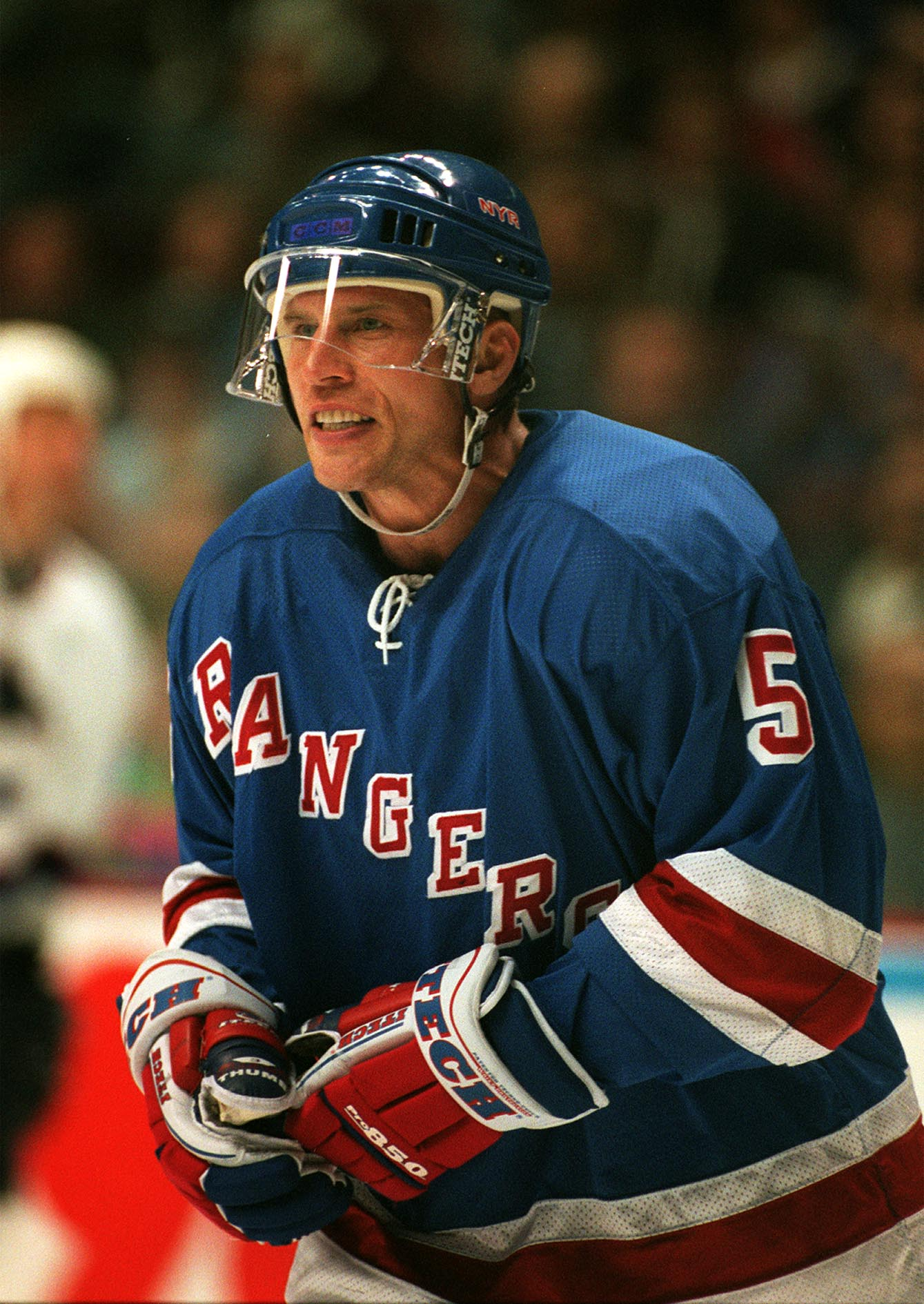
Ulf Samuelsson i New York Rangers matchställ, oktober 1997. Han spelade fyra säsonger och totalt 287 matcher för klubben.

Samuelsson gjorde sammanlagt 1080 NHL-matcher för Hartford Whalers, Pittsburgh Penguins (med vilka han vann Stanley Cup 1991 och 1992), Detroit Red Wings, Philadelphia Flyers och New York Rangers innan han lade skridskorna på hyllan år 2000. Totalt blev det 332 poäng fördelat på 57 mål och 275 assist, samt 2 453 utvisningsminuter. Samuelsson påbörjade sedan sin tränarkarriär som assisterande tränare i New York Rangers farmarlag Hartford Wolf Pack i AHL och var från och med säsongen 2006–2007 assisterande tränare och backtränare i NHL-laget Phoenix Coyotes, med legenden Wayne Gretzky som huvudtränare. Under elitseriesäsongen 2011–2012 är Ulf Samuelsson huvudtränare för Modo Hockey med ett kontrakt på två år.
Ett vanligt missförstånd är att det var Samuelssons ökända knätackling i Stanley Cup-slutspelets Conference-final 1991 mellan Pittsburgh Penguins och Boston Bruins som orsakade Cam Neelys knäskada och som senare också förkortade Neelys karriär. I själva verket var det dock Neely själv som tacklade en duckande Samuelsson i ett senare moment, vilket ledde till att Neelys lår kolliderade hårt med Samuelssons knä och på så sätt orsakade skadan. Samuelsson var dock utan diskussion ansvarig för den klubba i ögat som avslutade Pierre Mondous karriär.
Samuelsson anses vara en av ligans genom historien fulaste spelare och hamnar ständigt högt uppe på listor i ämnet. Han anses också vara en av de fegaste för sin ovilja att ta av handskarna när han blev konfronterad av en spelare han sänkt.
Under OS i Nagano 1998 upptäckte SvD:s reporter Janne Bengtsson att Samuelsson hade skaffat sig amerikanskt medborgarskap. Då Sverige vid denna tid inte tillät dubbla medborgarskap upphörde Samuelssons svenska medborgarskap automatiskt att gälla. Avslöjandet resulterade i att IIHF:s turneringsledning bestämde att Samuelsson diskvalificerades från vidare spel. Tre Kronor fick ingen extra bestraffning, för att spelat med en spelare som inte var svensk medborgare, utan behöll inspelade poäng. Laget återhämtade sig dock inte från den här händelsen utan föll i kvartsfinalen mot Finland med 2-1. Samuelsson lämnade turneringen innan matchen mot Finland och kom aldrig mer att spela i svenska landslaget. Händelsen listades av IIHF 2008 på plats 72 av de 100 viktigaste internationella hockeyhändelserna i samband med sitt hundraårsjubileum.
När Sverige 2003 började tillåta dubbla medborgarskap återfick Samuelsson sitt svenska pass.
En annan nämnvärd händelse i Samuelssons ishockeykarriär skedde när hans New York Rangers mötte Chicago Blackhawks i Madison Square Garden. Samuelssons tacklade Sergej Krivokrasov in i sargen, nära den plats där Wayne Gretzkys fru satt. Plexiglasskivan lossnade och Gretzkys fru Janet Jones fick skivan i huvudet, blev medvetslös och fick åka till sjukhus.

## Statistik

### Klubbkarriär
| 1981–82    | Leksands IF         | Elitserien | 31   | 3  | 1   | 4   | 40   | –   | – | –  | –  | –   |
| 1982–83    | Leksands IF         | Elitserien | 33   | 9  | 6   | 15  | 72   | –   | – | –  | –  | –   |
| 1983–84    | Leksands IF         | Elitserien | 36   | 5  | 11  | 16  | 53   | –   | – | –  | –  | –   |
| 1984–85    | Hartford Whalers    | NHL        | 41   | 2  | 6   | 8   | 83   | –   | – | –  | –  | –   |
| 1984–85    | Binghamton Whalers  | AHL        | 36   | 5  | 11  | 16  | 92   | –   | – | –  | –  | –   |
| 1985–86    | Hartford Whalers    | NHL        | 80   | 5  | 19  | 24  | 174  | 10  | 1 | 2  | 3  | 38  |
| 1986–87    | Hartford Whalers    | NHL        | 78   | 2  | 31  | 33  | 162  | 5   | 0 | 1  | 1  | 41  |
| 1987–88    | Hartford Whalers    | NHL        | 76   | 8  | 33  | 41  | 159  | 5   | 0 | 0  | 0  | 8   |
| 1988–89    | Hartford Whalers    | NHL        | 71   | 9  | 26  | 35  | 181  | 4   | 0 | 2  | 2  | 4   |
| 1989–90    | Hartford Whalers    | NHL        | 55   | 2  | 11  | 13  | 177  | 7   | 1 | 0  | 1  | 2   |
| 1990–91    | Hartford Whalers    | NHL        | 62   | 3  | 18  | 21  | 174  | –   | – | –  | –  | –   |
| 1990–91    | Pittsburgh Penguins | NHL        | 14   | 1  | 4   | 5   | 37   | 20  | 3 | 2  | 5  | 34  |
| 1991–92    | Pittsburgh Penguins | NHL        | 62   | 1  | 14  | 15  | 206  | 21  | 0 | 2  | 2  | 39  |
| 1992–93    | Pittsburgh Penguins | NHL        | 77   | 3  | 26  | 29  | 249  | 12  | 1 | 5  | 6  | 24  |
| 1993–94    | Pittsburgh Penguins | NHL        | 80   | 5  | 24  | 29  | 199  | 6   | 0 | 1  | 1  | 18  |
| 1994–95    | Leksands IF         | Elitserien | 2    | 0  | 0   | 0   | 8    | –   | – | –  | –  | –   |
| 1994–95    | Pittsburgh Penguins | NHL        | 44   | 1  | 15  | 16  | 113  | 7   | 0 | 2  | 2  | 8   |
| 1995–96    | New York Rangers    | NHL        | 74   | 1  | 18  | 19  | 122  | 11  | 1 | 5  | 6  | 16  |
| 1996–97    | New York Rangers    | NHL        | 73   | 6  | 11  | 17  | 136  | 15  | 0 | 2  | 2  | 30  |
| 1997–98    | New York Rangers    | NHL        | 73   | 3  | 9   | 12  | 122  | –   | – | –  | –  | –   |
| 1998–99    | New York Rangers    | NHL        | 67   | 3  | 9   | 12  | 93   | –   | – | –  | –  | –   |
| 1998–99    | Detroit Red Wings   | NHL        | 4    | 0  | 0   | 0   | 6    | 9   | 0 | 3  | 3  | 10  |
| 1999–00    | Philadelphia Flyers | NHL        | 49   | 1  | 2   | 3   | 58   | –   | – | –  | –  | –   |
| NHL totalt | NHL totalt          | NHL totalt | 1080 | 57 | 275 | 332 | 2453 | 132 | 7 | 27 | 34 | 272 |

### Internationellt
| År            | Lag           | Turnering     | Matcher | Mål | Assist | Poäng | Utv |
| ------------- | ------------- | ------------- | ------- | --- | ------ | ----- | --- |
| 1982          | Sverige       | JVM           | 7       | 1   | 2      | 3     | 18  |
| 1982          | Sverige       | JEM           | 5       | 2   | 1      | 3     | 10  |
| 1983          | Sverige       | JVM           | 1       | 0   | 1      | 1     | 0   |
| 1984          | Sverige       | JVM           | 7       | 1   | 4      | 5     | 18  |
| 1985          | Sverige       | VM            | 9       | 1   | 2      | 3     | 22  |
| 1990          | Sverige       | VM            | 7       | 2   | 0      | 2     | 18  |
| 1991          | Sverige       | CC            | 3       | 0   | 0      | 0     | 4   |
| 1998          | Sverige       | OS            | 3       | 0   | 1      | 1     | 4   |
| Junior totalt | Junior totalt | Junior totalt | 20      | 4   | 8      | 12    | 46  |
| Senior totalt | Senior totalt | Senior totalt | 22      | 3   | 3      | 6     | 48  |